# Attilio Kossovel
Attilio Kossovel (n. 21 aprilie 1909 - d. 1 ianuarie 1982), a fost un jucător și antrenor de fotbal. Și-a început cariera la Alleanza Milano, jucând apoi 3 ani la AC Milan. Retras în 1948, și-a început cariera de antrenor în 1953 la Piacenza Calcio.